# Castell de Sant Miquel (Gironès)
El castell de Sant Miquel conforma un conjunt arquitectònic al cim del puig o muntanya de Sant Miquel a cavall dels municipis de Girona i Celrà (el Gironès). La seva ubicació al cim (395 metres sobre el nivell del mar) permet el control sobre grans extensions del territori. La seva adscripció administrativa és controvertida alternant-se entre Celrà i Girona, en època medieval, moderna i contemporània sembla estar més lligat a la parròquia i municipi de Celrà, tanmateix al principi de la transició democràtica espanyola sembla produir-se un canvi d'adscripció en favor de la capital comarcal, fet en disputa. Aquest conjunt envoltat per un fossat inclou una ermita, dita de Sant Miquel Arcàngel, i una torre de base quadrada. El lloc és un perfecte exemple de la reutilització successiva d'aquest espai al llarg del temps per raó de les necessitats canviants. El cim de 385 m, està inclòs com un dels 100 cims de la FEEC.

## Ermita

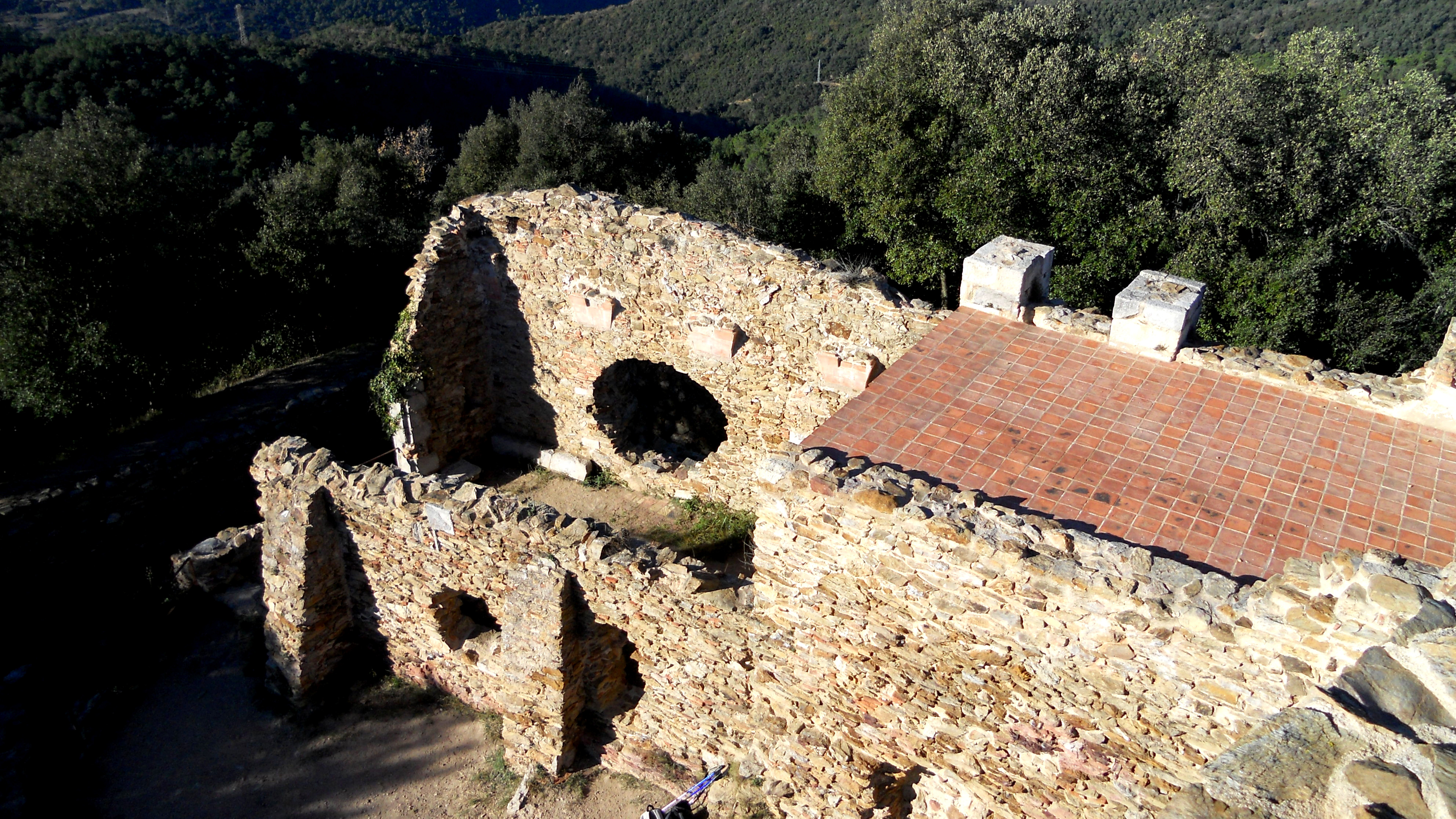
Aspecte de la nau de l'antiga ermita de Sant Miquel

Hom creu que ja hi havia una construcció fortificada durant l'edat mitjana de datació incerta, per la presència de dues cisternes, una d'elles parcialment destruïda per la construcció del fossat i la presència d'un pany de mur amb restes de torre semicircular associada. Aquests elements podrien
pertànyer a un edifici anterior a l'ermita, bastit probablement amb finalitats militars i de vigilància, la cronologia exacta del qual ens és desconeguda. Tanmateix, els primers registres històrics parlen d'aquest lloc a mitjans del segle xv per l'inici de la construcció d'una ermita dedicada a santa Maria i sant Miquel Arcàngel. L'ermita té una sola nau i l'absis és poligonal aprofitant el basament de la torre circular prèvia.La nau fou ampliada cap al segle xviii. A l'exterior de l'ermita hi havia un campanar d'espadanya al mig de la nau i la coberta, inicialment d'arcs de maons, fou substituïda per una volta de pedra. Es consideren del mateix període les restes de les dues cisternes quadrangulars i un pany de mur relacionat amb el basament de la possible torre.
Sembla que aquesta ermita va tenir ermitans entre els segles xvi i xviii, probablement de forma continuada. Tanmateix durant la Guerra del Francès el lloc fou ocupat per les tropes del Primer Imperi Francès com a part de les operacions del segon setge de Girona de 1808, l'agost d'aquell any el lloc fou atacat per forces de miquelets dirigides per Joan Clarós provinent del lloc proper dels Àngels foragitant les tropes que es retiraren a Campdorà (combat del 16 d'agost). De nou fou objecte d'apreciable atenció militar durant les operacions preparatòries del setge de Girona de 1809 quan unes cent unitats de tropes del terç de Vic hagueren de retirar-se enfront d'uns cinc-cents homes de l'exèrcit francès (9 de maig) que s'hi atrinxeraren. Les espitlleres visibles avui en dia a l'absis i mur lateral, corresponen a aquest període. Passada la guerra del Francès l'ermita sembla destruïda.

## Torres de telegrafia òptica
El 1848 les restes de l'ermita de Sant Miquel van ser aprofitades per bastir-hi dues torres de telegrafia òptica.
La torre de telègraf òptic, al costat sud de l'ermita, és de planta quadrada amb basament atalussat i presència de diverses espitlleres. El conflicte de la Guerra dels Matiners (segona carlinada, 1846-49), va posar en evidència la necessitat del nou estat liberal de tenir una xarxa de comunicació ràpida i segura per controlar un país revoltat i convuls. S'instal·là sobre les ruïnes de l'absis de l'ermita una torre de la línia militar de telegrafia òptica Madrid-Frontera francesa. A més, al costat, també s'hi construí una torre de nova planta corresponent a la línia civil de la telegrafia òptica. Aquesta torre era de planta quadrada i tenia una entrada a la primera planta, una segona per les comunicacions i la terrassa per als aparells. Tot aquest conjunt fou fortificat i s'hi construí el fossat perimetral. Aquestes dues infraestructures resultaren obsoletes en poc temps per la posada en funcionament de la línia de telègraf elèctric el 1856 passant les instal·lacions a control de la Guàrdia Civil.
La pujada al castell de Sant Miquel des de la Vall de Sant Daniel (Girona) ha esdevingut molt transitada des de l'any 2010, tant a peu com en bicicleta de muntanya, especialment els caps de setmana. La vista que hi ha des de dalt de la torre és de 360 graus, i abraça tota la Costa Brava des de Pals, tot el Pirineu, les Guilleries, el Montseny, la plana del Gironès i les Gavarres NW, amb el seu punt culminant del Puig Alt (Sant Martí Vell, amb el Santuari dels Àngels).

## Vegeu també

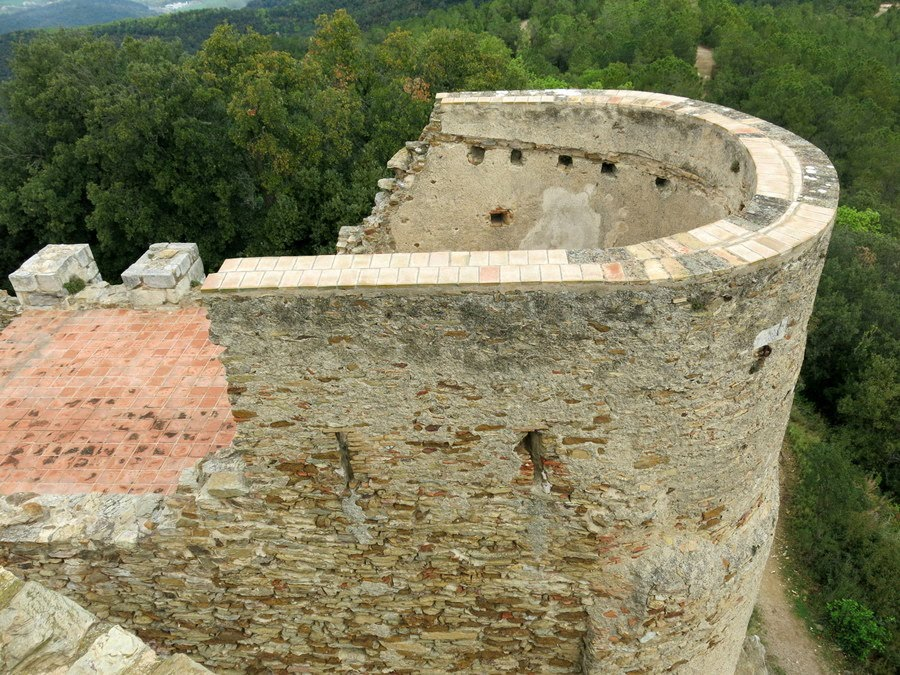
Castell de Sant Miquel (abril 2019))